# Toshizoプロデュース

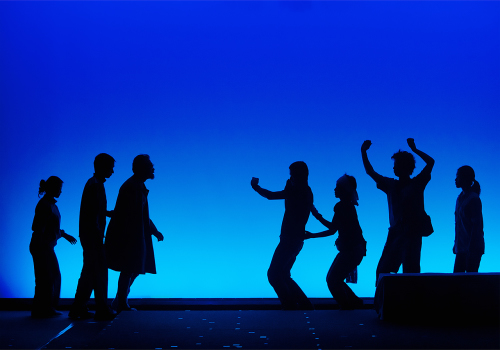
Toshizoプロデュース舞台シルエット

TOSHIZO PRODUCE（トシゾウプロデュース）は、藤原稔三主宰の劇団。オリジナルの舞台・映画を企画制作している。主な舞台作品に『アンティゴネの夏』『ガウディ』『空の裏側』『ゲストハウス蒴果』などがある。

## 来歴
劇団という形はとらず、作品ごとにキャスティングされ数か月のリハーサル期間を通して脚本はでき上がっていく。TOSHIZO PRODUCEの舞台作品では小道具や舞台セットなどの演劇装置がほとんどない。何もない空間で俳優たちは身体と言葉を用い、日常的なやりとりで展開される物語は観る人の想像力を刺激する。俳優と観客の想像力によって築き上げられた空間は、一人一人と私的なつながりを持ち、その心をゆさぶる。
- 1994年、藤原稔三が主宰するToshizo Acting Workshopで訓練を受けた俳優達を中心に始まる。
- 1996年より年1本の舞台のほか、2002年12月には初の映画『THEATRE』を上映し、好評を博した。
- 2006年に初演、2011年に再演を重ねてきた『空の裏側』を2014年に映画化した。
- 定期的に開催しているACTING CLASS〈メソッド演技ワークショップ〉も毎回賑わっている。

## 主宰・藤原稔三
藤原 稔三（ふじわら としぞう）
- 1956年 大阪に生まれる。学生時代より演劇をはじめ、「メソッドアクティング」「マイズナーテクニック」を学んでいく。
- 1979年 一般公募により『影武者』に映画初出演。

映画
- 黒澤明監督『影武者』1980年
- 黒澤明監督『乱』1985年
- スティーブン・スピルバーグ監督『太陽の帝国』1988年
- 北野武監督『あの夏、いちばん静かな海。』1991年
- フレッド・スケピシ監督『ミスター・ベースボール』1992年
- ハル・ハートリー監督『FLIRT/フラート』1995年
- 萩庭貞明監督『難波金融伝・ミナミの帝王 欲望の街』1995年

テレビドラマ
- NHK大河ドラマ『武田信玄』 1988年
- 橋田壽賀子原作『ああ相続』 1991年レギュラー
- 火曜サスペンス劇場『弁護士・朝日岳之助』第4話「考古学教室の殺人」 1992年 ゲスト出演
- 役所広司主演『八丁堀捕物ばなし』第2シリーズ第7話 1995年　ゲスト出演

CF
- 日清紡
- コカ・コーラ
- VISAカード
- 大和ハウス
- ホンダ・アコード
- CABIN

## 舞台公演歴
- コーダ（1996年7月 中野あくとれ）
- 冬、萌ユ（1997年2月 UPSつつじヶ丘スタジオ、1998年11月 宮本三百人劇場、1998年12月 武蔵野芸能劇場)
- 二十日鼠と人間（1999年7月 武蔵野芸能劇場、2000年9月 武蔵野芸能劇場）
- ふきのとう（2000年4月 武蔵野芸能劇場）
- テネシー・ウィリアムズ一幕劇特集（2001年5月 武蔵野芸能劇場）
- 二百十日（2001年9月 武蔵野芸能劇場）
- アンティゴネの夏（2003年6月 武蔵野芸能劇場、2004年3月 武蔵野芸能劇場)
- ガウディ（2005年7月 武蔵野芸能劇場)
- 空の裏側（2006年5月 阿佐ヶ谷アルシェ）
- ガウディ（2006年11月 武蔵野芸能劇場)
- 風呂本1組（2008年6月 武蔵野芸能劇場、2008年7月 別府コミュニティーセンター）
- めし屋（2009年4月 武蔵野芸能劇場)
- 姉妹姉（2010年6月 武蔵野芸能劇場）
- 空の裏側（2011年6月 武蔵野芸能劇場）
- 靴の中の小石（2012年7月 武蔵野芸能劇場）
- 来たり人たち（2015年7月 武蔵野芸能劇場）
- ゲストハウス蒴果（2016年6月 中野アクトレ、2017年2月 武蔵野芸能劇場、2017年4月 和泉シティプラザ）
- デペイズモン（2017年12月 トシプロスタジオ、2018年7月 武蔵野芸能劇場、2018年10月 和泉シティプラザ、2018年11月 シアターねこ、2018年11月 大野城まどかぴあ）
- ミックスモダン（2019年12月 トシプロスタジオ）

## 映画製作・公開歴
- 『シアター』2002年
ヒューストン国際映画祭ドラマ部門でWorld Fest-Houston　Bronze Rem Award 受賞
  - 撮影/脚本/監督 … 藤原稔三
  - 制作 … Toshizoプロデュース
  - 音楽 … 斎藤理詠、明石現、佐山正之
  - 録音 … 斎藤理詠
  - 音響技術 … 佐山正之
  - 音響技術サポート … 福井良典
  - 編集 … 藤原稔三
  - 編集サポート … 遠藤元寛、佐山博之
  - 撮影技術クルー … コンブリオ
  - 助監督 … 白井雅江
  - スチール … 福井良典
  - 宣伝美術 … 佐々木慎
  - Web宣伝 … 原田哲朗
- 『空の裏側』2014年

  - 原作・脚本・監督・編集 … 藤原稔三
  - 撮影監督・Aカメラオペレーション … 五味護
  - 記録・プロダクションマネージャー … 重松愛子
  - プロダクションコーディネーター … 森下知香
  - ラインプロデューサー … 藤原真理子
  - 助監督・脚本協力 … 福田佑一郎
  - 照明・Bカメラオペレーション … 長谷川勤
  - 録音 … 高橋敏之
  - MA … 村井宏志
  - 音楽「cielo」作曲・演奏 … 小野寺泉乃
  - バイオリン演奏 … 塩多清花
  - フリーフライト機設計・製作・オペレーション … 安田幸治、安田晋一
  - 美術製作 … 柴田豊、浅井透麻
  - Webデザイン・制作協力 … 小野寺あゆみ
  - 制作協力 … 倉橋綾子
  - 録音協力 … 佐藤英征
- 『ミックスモダン』2024年製作　2025年公開予定
  - 監督・プロデューサー　藤原稔三
  - 脚本　藤原稔三　三国 鈴
  - 出演　井戸大輝　常石梨乃　サーシャ　藤田朋子　藤原稔三　津嘉山正種　川平慈英ほか
  - 撮影監督：五味護
  - 撮影：澤江篤
  - 録音：萩原一輔
  - 音楽：茜之智
  - 宣伝美術・web：デザイン 大島あまね
  - 製作総指揮：藤原真理子
  - 協力：千房株式会社
  - 後援：法務省、和泉市、和泉市教育委員会

## ACTING CLASS
ACING CLASS  とは、俳優にもっとも必要とされるTOSHIZO PRODUCE独自の演技メソッド。年に数回行われるワークショップでは俳優一人一人と向き合い、個々の課題や問題点を俳優と共に考えていく。講師は藤原稔三。前NYアクターズ・スタジオ芸術監督フランク・カサロの指導や、内外を通じた数々の映画、舞台、テレビのキャリアを通して模索してきた、俳優にもっとも必要とされる演技メソッド 。
- リラックスゼーション、五感の記憶エクササイズ、交流のためのリピートエクササイズ、朗読、太極拳と感覚。シーンワークとしては、戯曲や映画、小説などから抜粋した場面への取り組み。
- クラスは俳優個人を中心にレッスンはおこなわれるため、10名程度のクラス編成。

## スタジオ
トシプロスタジオ  は、JR荻窪駅徒歩8分にあるスタジオ。TOSHIZO PRODUCEのスタジオ公演の他、貸し出しも行っている。
- 所在地：東京都杉並区上荻2-21-25 アズマビルB1F